# Hibakusha
Hibakusha (被爆者, vítima de bomba), literalmente "pessoas afetadas pela explosão", é uma expressão japonesa usada para se referir às vítimas dos ataques de bomba atômica ocorridos no  Japão da Segunda Guerra Mundial (nas cidades de Hiroshima e Nagasaki).

## Definição
A palavra hibakusha é japonesa, originalmente escrita em kanji. Embora o termo Hibakusha 被爆者 (hi 被 "afetado" + baku 爆 "bomba" + sha 者 "pessoa") tenha sido usado anteriormente em japonês para designar qualquer vítima de bombas, a sua democratização mundial levou a uma definição relativa aos sobreviventes das bombas atómicas lançadas no Japão pelas Forças Aéreas do Exército dos Estados Unidos a 6 e 9 de agosto de 1945.
Movimentos e associações anti-nucleares, entre outros de hibakusha, difundiram o termo para designar qualquer vítima direta de desastre nuclear, incluindo os da central nuclear de Fukushima. Preferem, por isso, a escrita 被曝者 (substituindo baku 爆 "bomba" pelo homófono 曝 "exposição") ou "pessoa afetada pela exposição", implicando "pessoa afetada pela exposição nuclear". Esta definição passou a ser adotada desde 2011. O estatuto jurídico de hibakusha é atribuído a determinadas pessoas, principalmente pelo governo japonês.

## Reconhecimento oficial
A Lei de Socorro aos Sobreviventes da Bomba Atómica define hibakusha como pessoas que se enquadram numa ou mais das seguintes categorias: a poucos quilómetros dos hipocentros das bombas; a menos de 2 km dos hipocentros nas duas semanas seguintes aos bombardeamentos; expostas à radiação da precipitação radioactiva; ou ainda não nascidas, mas carregadas por mulheres grávidas em qualquer uma destas categorias. O governo japonês reconheceu cerca de 650.000 pessoas como hibakusha. Em 31 de março de 2023, 113 649 ainda estavam vivas, a maioria no Japão. O Governo do Japão reconhece que cerca de 1% destas pessoas sofrem de doenças causadas pela radiação. Os hibakusha têm direito a apoio governamental. Recebem um determinado montante de subsídio por mês e os que foram certificados como sofrendo de doenças relacionadas com a bomba recebem um subsídio médico especial.
Os memoriais em Hiroshima e Nagasaki contêm listas com os nomes dos hibakusha que se sabe terem morrido desde os bombardeamentos. Atualizados anualmente nos aniversários dos bombardeamentos, a partir de agosto de 2023, os memoriais registam os nomes de 535.000 hibakusha; 339.227 em Hiroshima e 195.607 em Nagasaki.
Em 1957, o Parlamento Japonês aprovou uma lei que prevê cuidados médicos gratuitos para os hibakusha. Durante a década de 1970, os hibakusha não japoneses que sofreram com esses ataques atômicos começaram a exigir o direito a cuidados médicos gratuitos e o direito de permanecer no Japão para esse fim. Em 1978, a Suprema Corte Japonesa decidiu que tais pessoas tinham direito a cuidados médicos gratuitos enquanto permanecessem no Japão.